# آهن (III) نیترات
نیترات آهن(III) (به انگلیسی: Iron(III) nitrate) با فرمول شیمیایی Fe(NO۳)۳ یک ترکیب شیمیایی با شناسه پاب‌کم ۱۶۸۰۱۴ است. که جرم مولی آن 241.86 g/mol (anhydrous) 403.999 g/mol (nonahydrate) می‌باشد. شکل ظاهری این ترکیب، کریستال بنفش کمرنگ استادیو 